# Ana González Marcos
Ana Pilar González Marcos es una científica española nacida en los años 1970, especializada en Ciencias de la Computación e Inteligencia Artificial.

## Formación académica
Su formación académica la desarrolló en la Universidad Autónoma de Madrid licenciandose  en Ciencias Químicas en dicha universidad, posteriormente, en 2004 obtuvo el Doctorado en Ingeniería informática. Doctora por la Universidad de La Rioja con la tesis titulada Desarrollo de técnicas de minería de datos en procesos industriales: modelización en líneas de producción de acero' por la que obtuvo la calificación de sobresaliente 'cum laude' por unanimidad del tribunal en el año 2'006.
Doctora por la Universidad Politécnica de Madrid con la tesis Contribución al estudio de estructuras fotónicas para computación óptica y análisis de problemas conexos 1994.

## Trayectoria profesional
Su carrera laboral académica la ha desarrollado en la Universidad Autónoma de Madrid. Comenzó en los años 1996 a 1998 como Ayudante de Universidad LRU. en Ingeniería Informática. Ese  año 1998 continuó su experiencia académica como Profesor Asociado LRU. Ingeniería Informática, en el año 2008  de Profesor Contratado Doctor LOU.
En la misma universidad continuo ocupando sucesivos cargos en la docencia obteniendo la cátedra  en el Departamento de Tecnología Fotónica y Bioingeniería, ETSI Telecomunicación, Universidad Politécnica de Madrid (UPM), Madrid.   
Es profesora del Área de proyectos de Ingeniería en el Departamento de Mecánica de la Universidad de La Rioja. Es coautora del libro Ingeniería de Proyectos.

## Publicaciones
Computer Science, Artificial Intelligence,Ingeniería de Proyectos Ana González Marcos, Fernando Alba Elías, Joaquín Ordieres Meré, ISBN 978-84-16277-01-8 (impreso) ISBN 978-84-16277-02-5 (digital)
Google Académico Scholar recoge un extenso listado de los artículos co-publicados por G Marcos.
En la Universidad de la Rioja, hay un listado de publicaciones en las que colabora con F. Arenou.